# 未宣之戰
未宣之戰（英語：Undeclared war）是指雙方或多個國家在沒有發布正式宣戰宣言的情況下就爆發軍事衝突。該術語有時候會用在包括沒有任何正式聲明而發生的分歧/衝突。自聯合國在朝鮮的維持治安行動，一些民主政府會透過將其定性為軍事行動/武裝反擊來進行懲罰行動或有限戰爭。

## 美國
目前美國法律對正式戰爭宣言的結構與傳遞發上並沒有具體格式要求。美國憲法曰：「國會有權......宣戰，頒發私掠許可證，並制定有關陸地與水上的戰利品規則」。
截止至2013年8月，美國國會已經正式宣戰11次（其中有六次是在第二次世界大戰時），到了1942年以後便從未正式宣戰。美國參加越戰期間，儘管經美國國會在北部灣決議案授權美國在越戰期間升級戰事/使用軍事力量，但美國從未正式宣戰。美國總統至少有125次在未經國會授權下就開啟戰端，其中最重要的一場就是韓戰，當時美國率領了一支維和部隊試圖阻止北韓對南韓的侵略。該戰爭造成超過14.2萬美國士兵傷亡（約四萬人陣亡，十多萬人受傷）。

## 俄羅斯
目前俄國尚未對正在進行中的俄烏戰爭發佈正式的宣戰宣言。當俄羅斯總統弗拉基米尔·普京在2022年宣布入侵烏克蘭時，他宣布此為特別軍事行動，並藉此繞過了正式宣戰。